# Pycnanthemum beadlei
Pycnanthemum beadlei är en kransblommig växtart som först beskrevs av John Kunkel Small, och fick sitt nu gällande namn av Merritt Lyndon Fernald. Pycnanthemum beadlei ingår i släktet Pycnanthemum och familjen kransblommiga växter. Inga underarter finns listade i Catalogue of Life.